# 에스페란사 기지

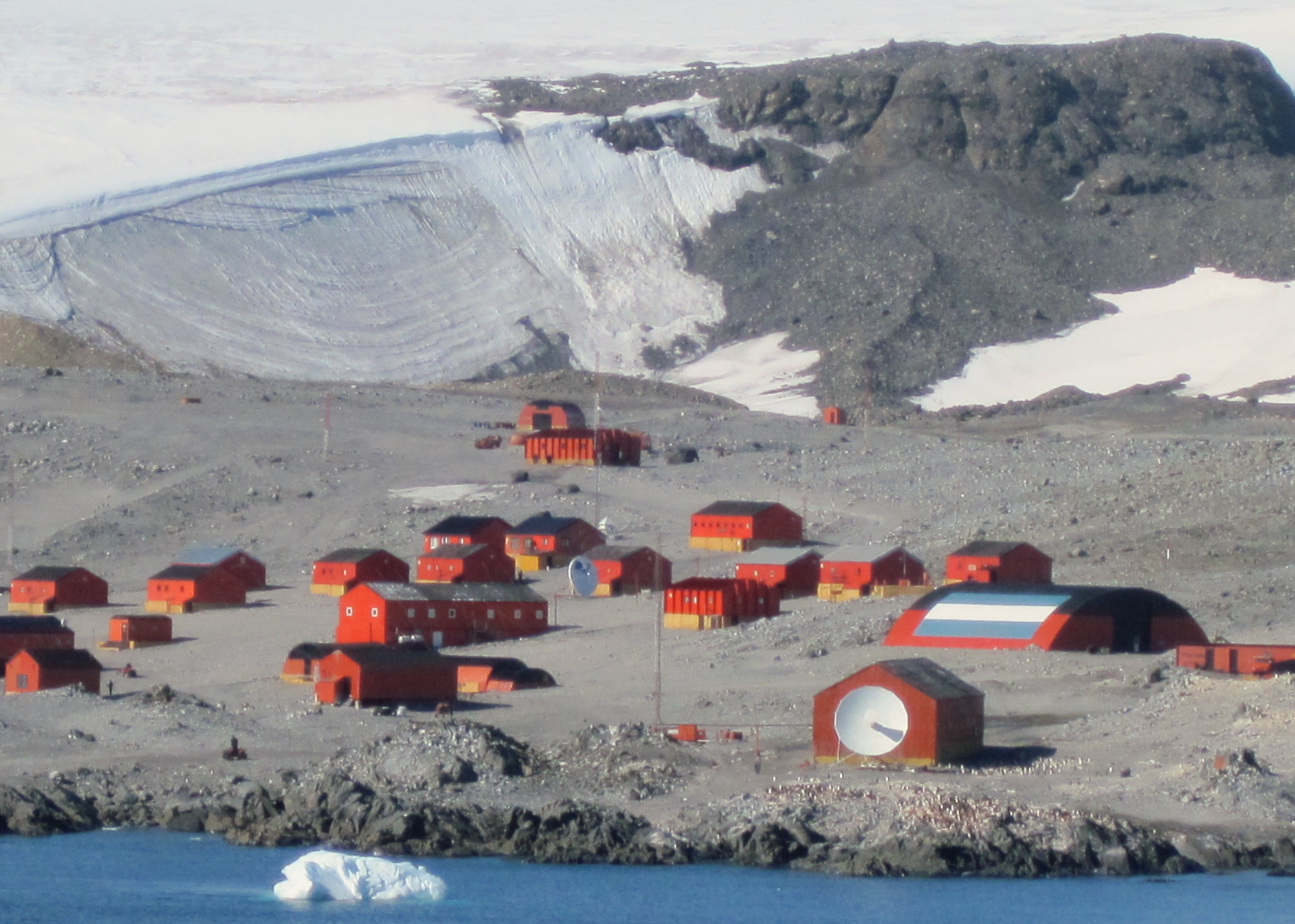
호프 만에서 본 에스페란사 기지, 2012년 1월 촬영

에스페란사 기지(Esperanza Base)는 아르헨티나의 남극관측기지이다. 남위 63도 24분, 서경 56도 59분에 위치해 있으며, 남극 반도에 있는 트리니티 반도의 호프 만(Hope Bay)에 접해 있다. 남극에서 태어난 최초의 인간인 에밀리오 팔마가 이 기지에서 태어났다.

## 개요
1975년에 설영되었다. 10쌍의 가족과 2명의 교사를 포함하여 총 55명이 에스페란사 기지에서 겨울을 난다. 1978년에는 학교가 세워졌고, 1979년에는 라디오 방송국이 개설되었다. 에스페란사는 스페인어로 ‘희망’이라는 의미를 갖고 있다. 남극 대륙 일부의 영유권을 주장하는 아르헨티나에게 ‘아르헨티나령 남극’의 중요한 거점으로 쓰이고 있다. 기지 내에서는 아르헨티나가 행정권을 행사하고 있으나, 기지 밖에서는 행정권을 행사하지 않고 있다.

## 같이 보기
- 아르헨티나령 남극
- 남극 기지